# Лалаев, Матвей Степанович
Матвей Степанович Лалаев (1828—1912) — генерал от артиллерии Русской императорской армии, военный педагог, историк и писатель

-публицист.

## Биография
Матвей Лалаев родился 12 сентября 1828 года, в армянской семье
Получил образование во Втором кадетском корпусе, откуда (в 1846 году), в чине прапорщика, был выпущен в конно-артиллерийскую легкую № 14 батарею, с прикомандированием к генеральному штабу Российской империи.
20 августа 1849 года Лалаев вступил на педагогическое поприще, заняв должность репетитора артиллерии в своем родном корпусе, а впоследствии (с 1856 по 1863 год), исполняя ещё и обязанности библиотекаря. В это время в военно-учебном ведомстве уже готовились реформы: кадетские корпуса решено было преобразовать в военные гимназии.
Преобразование началось со Второго кадетского корпуса. Директором гимназии был назначен Г. Г. Данилович. Лалаев, занявший должность воспитателя, своей вдумчивой педагогической работой обратил на себя внимание как Даниловича, так и тогдашнего главного начальника военно-учебных заведений, Н. В. Исакова, и ему было предложено место инспектора классов Первой Московской военной гимназии, а за отказом от этой должности по семейным обстоятельствам, он был назначен (в 1865 году), в чине полковника, в главное управление военно-учебных заведений для особых поручений.
Новое назначение совпало с кипучей преобразовательской работой, которая шла тогда в военно-учебном ведомстве. Лалаеву была поручена разработка вопросов по организации так называемых «низших» школ военного ведомства. Со свойственной ему энергией Лалаев взялся за это дело: принимает самое видное участие в комиссии по составлению проекта «Положения» о военно-фельдшерской школе и единолично составляет проект «Положения» для учителей семинарии военного ведомства и для специальных школ артиллерийского ведомства. На его работу обращает внимание военный министр Д. А. Милютин, и Лалаев получает от него специальное поручение — исследовать причины злоупотреблений в фельдшерской школе при 2-м Санкт-Петербургском сухопутном госпитале.
В 1868 году под непосредственным руководством Лалаева совершается преобразование «военно-начальных» школ в военной прогимназии, причём Лалаев единолично составляет проект «Положения» для этих вновь преобразованных военно-учебных заведений а также и сборник материалов по устройству в них учебно-воспитательной части; также он помещает в «Педагогическом сборнике» ряд солидных статей, всесторонне освещающих порученное ему дело.
В 1871 году Лалаев производится в генерал-майоры и назначается членом комиссии по разработке вопроса об улучшении быта офицеров; тогда же им составляется обширная записка (с 28 таблицами) о сравнительных выгодах офицерской службы в нашей и ведущих иностранных армиях; записка эта, одобренная Д. А. Милютиным, послужила существенным пособием при разработке вопроса об улучшении быта русских офицеров.

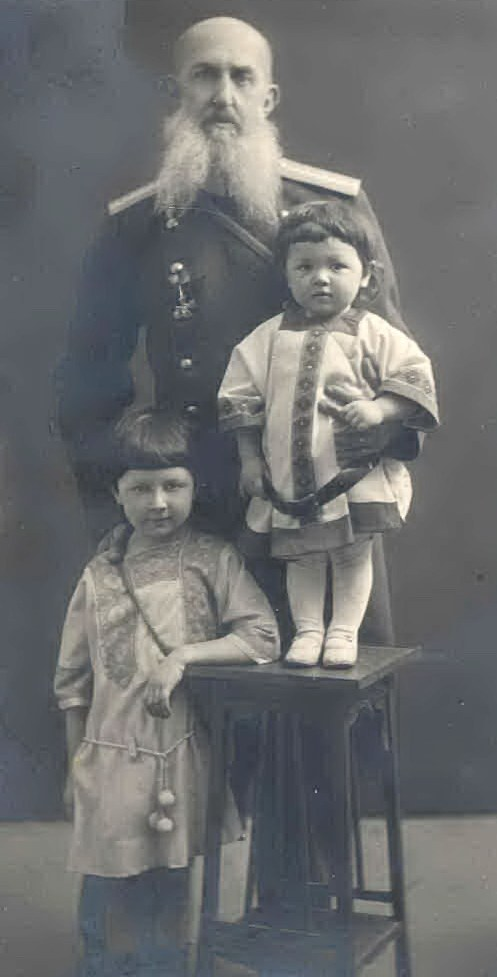
М. С. Лалаев с внучками.

В 1872 году Лалаев назначается членом комиссии для разработки общей программы по составлению истории военного министерства. В 1878 году Лалаеву поручается редактирование исторического очерка 1-й Московской военной гимназии за 1778—1878 гг. В 1879 году Лалаев составляет по официальным источникам «Исторический очерк военно-учебн. зав-ний, за период времени с 1700 по 1880 год» Этот выдающийся труд, изданный в 2 частях в 1880 году, получил широкую известность далеко за пределами ведомства, и имя Лалаева заняло почетное место в историко-педагогической литературе.
В 1882 году Лалаев составляет «Инструкцию по воспитательной части», на которой военный министр П. С. Ванновский положил следующую резолюцию: «Написана с большим чувством и глубоким убеждением; любовь к педагогическому делу и знание его просвечивают на каждой почти странице. Надо очень и очень благодарить генерала Лалаева».
30 августа 1882 года Лалаев производится в генерал-лейтенанты; в 1886 году, по инициативе и под редакцией Лалаева, профессором В. В. Тарновским был составлен, а главным управлением издан, труд под заглавием: «Половая зрелость, её течение, отклонения и болезни», как забота ведомства об охране физического здоровья учащихся от «тлетворных заболеваний заразного свойства».
В 1886 году Лалаев проводит в жизнь мысль К. Д. Кавелина о необходимости введения законоведения в курс средней российской военной школы: под редакцией Лалаева составляется профессором Мушниковым руководство по законоведению: «Основные понятия о нравственности, праве и общежитии». В этот же период Лалаев составляет проект «Положения» и штат Пажеского Его Императорского Величества корпус и проект нового положения для военных училищ.
В 1890 году Лалаеву доверено составление статьи: «К 50-летнему юбилею военного министерства, с кратким очерком развития военно-учебных заведений с 1881 по 1890 гг.» (напечатана в «Педагогическом сборнике» за 1890 год). Одновременно с этим Лалаеву поручается составление отчета о деятельности ведомства военно-учебных заведений за время 1881—91 гг. и исторического обзора военно-учебных заведений в первое 10-летие царствования императора Александра III (этот труд составил часть его капитального сочинения: «Исторический очерк военно-учебных заведений»).
В 1896 году Лалаев производится в генералы от артиллерии. Несмотря на преклонный свой возраст, Лалаев с обычной ему энергией работает над тщательно собранным в течение прежних лет материалом и выпускает последовательно три сочинения историко-педагогического характера: «Император Николай I зиждитель Русской школы» (1896 год); «Очерк жизни и деятельности в Бозе почивающего Великого Князя Михаила Павловича к 100-летию со дня его рождения» (1898 год) и «Наши военно-учебные заведения под главным начальством Великого Князя Михаила Николаевича» (1897 год). В то же время Лалаеву поручается составить «Исторический обзор регламентации воспитания и обучения в наших военно-учебных заведениях». Обзор этот был напечатан в № 1 и 2 «Военного сборника» за 1900 год.
Из последних наиболее важных поручений, возложенных на Лалаева, следует отметить редактирование составленной П. В. Петровым «Истории главного управления военно-учебных заведений», вошедшей в общий труд «Столетие военного министерства».
В январе 1906 года, по состоянию здоровью, М. С. Лалаев был отправлен в отставку.
Матвей Степанович Лалаев умер 28 октября 1912 года в городе Санкт-Петербурге.
Был женат, имел сына.

## Награды
Российские:
- Орден Святого Станислава III степени (1861)
- Орден Святого Станислава II степени (1864)
- Императорская корона к ордену Святого Станислава II степени (1865)
- Орден Святой Анны II степени с Императорской короной (1867)
- Орден Святого Владимира III степени (1869)
- Орден Святого Станислава I степени (1873)
- Орден Святой Анны I степени (1876)
- Орден Святого Владимира II степени (1879)
- Орден Белого Орла (1887)
- Золотая табакерка с вензельным изображением Его Императорского Величества, украшенной бриллиантами (1901)

Иностранные:
- Командорский крест виртембергского ордена Фридриха I класса (1880)

## Избранная библиография
- Император Николай I — зиждитель Русской школы (1896).
- Исторический обзор регламентации воспитания и обучения в наших военно-учебных заведениях (1900).
- Исторический очерк образования и развития первого Московского кадетского корпуса, что ныне первая московская военная гимназия 1778—1878 гг.
- Исторический очерк военно-учебных заведений, подведомственных Главному их Управлению за 1700—1880 годы (1880).
- Инструкция по воспитательной части (1882).
- К 50-летнему юбилею военного министерства, с кратким очерком развития военно-учебного заведения с 1881 по 1890 год (Педагогический сборник, 1890).
- Наши военно-учебные заведения под главным начальством великого князя Михаила Николаевича (1897).
- Половая зрелость, её течение, отклонения и болезни (1886).
- Основные понятия о нравственности, праве и общежитии (1886, под его редакцией).
- Очерк жизни и деятельности в Бозе почивающего Великого Князя Михаила Павловича к 100-летию со дня его рождения (1898).
- Очерк жизни и деятельности в Бозе почивающего великого князя Михаила Павловича.